# Rudolf Palm
Rudolf Theodorus "Dòdò" Palm (Curaçao, 11 januari 1880 – Willemstad, 11 september 1950) was een musicus en componist.

## Biografie
Rudolf Palm werd geboren als Higinio Teodosia en was een van de vier kinderen van de Curaçaose Maria Felicia. In 1905 werd hij erkend als zoon van Willem Axson Palm en kreeg hij zijn nieuwe naam Rudolf Theodorus Palm.
Hij was een meervoudig instrumentalist; hij speelde piano, orgel, klarinet, fluit en saxofoon. Op zevenjarige leeftijd begon hij met het nemen van muzieklessen bij zijn grootvader Jan Gerard Palm. Al op 19-jarige leeftijd werd hij aangesteld tot kapelmeester van de Stedelijke Schutterij. Rudolph Palm was gedurende vele jaren organist van de Protestantse Fortkerk (1901-1946), van de synagoge Emanu-El (1911-1950), van de synagoge Mikvé Israel (1926-1928) en van de vrijmetselaarsloge Igualdad (1903-1950). Rudolf Palm richtte ook een aantal eigen orkesten op. In 1901 het orkest "Los Dispuestos" bestaande uit 20 musici en een paar jaar later een sextet met de naam "Los seis". Verder was hij ook dirigent van "De Harmonie" en speelde hij dwarsfluit in het Curaçaos Philharmonisch orkest.
Rudolf Palm heeft een groot aantal leerlingen de eerste beginselen bijgebracht van de muziek. Tot zijn meest getalenteerde leerlingen kunnen worden gerekend zijn eigen zonen, de componisten Albert Palm (1903-1958) en Edgar Palm (1905-1998) en zijn dochter Maria Henskes-Palm.

## Composities
Rudolf Palm maakte ook naam als componist. Hij schreef meer dan 140 composities, waaronder 61 walsen, 8 marsen, 5 danza's, 8 tumba's, 2 mazurka's, 1 polka, 4 danzón's, 1 paso doble en verder muziek voor diverse liederen. Een aantal van zijn composities zijn opgenomen, waarvan de eerste in 1929 in New York onder het platenlabel Brunswick records. Ze verschenen eerst op 78 toerenplaten, later op elpees en ten slotte op cd's.
Het Muziek Centrum Nederland (MCN) heeft in 2012 in de serie Donemus Klassiek de partituren van de pianocomposities en ook de partituren van de liederen die Rudolph Palm componeerde op teksten van Curaçaose dichters en schrijvers uitgebracht.